# Communauté de communes des Rives du Haut Allier
La communauté de communes des Rives du Haut Allier est une communauté de communes française, située dans le département de la Haute-Loire et la région Auvergne-Rhône-Alpes.

## Historique
Cette communauté de communes naît le 1er janvier 2017 de la fusion des communautés de communes de la Ribeyre, Chaliergue et Margeride, du Pays de Paulhaguet, du Langeadois et du Pays de Saugues ainsi que des communes de Berbezit et de Varennes-Saint-Honorat.
Le 1er janvier 2018, les communes de Saint-Christophe-d'Allier et de Saint-Vénérand rejoignent la communauté de communes des Pays de Cayres et de Pradelles, celles de Monistrol-d'Allier et de Saint-Préjet-d'Allier rejoignent la communauté d'agglomération du Puy-en-Velay et enfin les communes de Frugières-le-Pin et de Saint-Ilpize rejoignent la communauté de communes Brioude Sud Auvergne.

## Territoire communautaire

### Géographie
Elle est située sur le versant nord-est de la Margeride.

### Composition
La communauté de communes est composée des 60 communes suivantes :

| Nom                          | Code Insee | Gentilé       | Superficie (km2) | Population (dernière pop. légale) | Densité (hab./km2) |
| ---------------------------- | ---------- | ------------- | ---------------- | --------------------------------- | ------------------ |
| Langeac (siège)              | 43112      | Langeadois    | 33,94            | 3 433 (2022)                      | 101                |
| Ally                         | 43006      | Allyçois      | 31,13            | 124 (2022)                        | 4                  |
| Arlet                        | 43009      |               | 5,78             | 24 (2022)                         | 4,2                |
| Aubazat                      | 43011      |               | 16,38            | 177 (2022)                        | 11                 |
| Auvers                       | 43015      | Auversois     | 21,5             | 48 (2022)                         | 2,2                |
| Berbezit                     | 43027      | Berbeziens    | 10,39            | 44 (2022)                         | 4,2                |
| La Besseyre-Saint-Mary       | 43029      |               | 21,57            | 102 (2022)                        | 4,7                |
| Blassac                      | 43031      | Blassadiers   | 12,56            | 129 (2022)                        | 10                 |
| Cerzat                       | 43044      |               | 10,41            | 212 (2022)                        | 20                 |
| Chanaleilles                 | 43054      |               | 48,52            | 173 (2022)                        | 3,6                |
| Chanteuges                   | 43056      | Chanteugeois  | 16,33            | 408 (2022)                        | 25                 |
| Charraix                     | 43060      |               | 9,46             | 67 (2022)                         | 7,1                |
| Chassagnes                   | 43063      |               | 12,24            | 158 (2022)                        | 13                 |
| Chastel                      | 43065      | Chastelous    | 27,69            | 116 (2022)                        | 4,2                |
| Chavaniac-Lafayette          | 43067      | Chavaniacois  | 8,41             | 270 (2022)                        | 32                 |
| Chazelles                    | 43068      |               | 4,9              | 32 (2022)                         | 6,5                |
| Chilhac                      | 43070      | Chilhacois    | 4,11             | 173 (2022)                        | 42                 |
| La Chomette                  | 43072      | Chomettois    | 6,9              | 147 (2022)                        | 21                 |
| Collat                       | 43075      | Collafois     | 10,22            | 74 (2022)                         | 7,2                |
| Couteuges                    | 43079      |               | 10,34            | 286 (2022)                        | 28                 |
| Cronce                       | 43082      |               | 16,15            | 70 (2022)                         | 4,3                |
| Cubelles                     | 43083      |               | 12,13            | 153 (2022)                        | 13                 |
| Desges                       | 43085      |               | 16,83            | 56 (2022)                         | 3,3                |
| Domeyrat                     | 43086      | Domeyratois   | 9,57             | 173 (2022)                        | 18                 |
| Esplantas-Vazeilles          | 43090      |               | 17,13            | 127 (2022)                        | 7,4                |
| Ferrussac                    | 43094      | Ferrussacois  | 17,08            | 76 (2022)                         | 4,4                |
| Grèzes                       | 43104      |               | 35,79            | 184 (2022)                        | 5,1                |
| Jax                          | 43106      | Jaxous        | 11,93            | 143 (2022)                        | 12                 |
| Josat                        | 43107      |               | 12,44            | 82 (2022)                         | 6,6                |
| Lavoûte-Chilhac              | 43118      | Lavoutois     | 3,61             | 255 (2022)                        | 71                 |
| Mazerat-Aurouze              | 43131      |               | 16,35            | 190 (2022)                        | 12                 |
| Mazeyrat-d'Allier            | 43132      |               | 44,95            | 1 426 (2022)                      | 32                 |
| Mercœur                      | 43133      |               | 27,51            | 148 (2022)                        | 5,4                |
| Montclard                    | 43139      |               | 9,58             | 53 (2022)                         | 5,5                |
| Paulhaguet                   | 43148      | Paulhaguétois | 11,23            | 855 (2022)                        | 76                 |
| Pébrac                       | 43149      | Pipéraçois    | 17,85            | 115 (2022)                        | 6,4                |
| Pinols                       | 43151      | Pinolais      | 34,92            | 183 (2022)                        | 5,2                |
| Prades                       | 43155      |               | 4,82             | 72 (2022)                         | 15                 |
| Saint-Arcons-d'Allier        | 43167      |               | 16,08            | 191 (2022)                        | 12                 |
| Saint-Austremoine            | 43169      |               | 11,55            | 52 (2022)                         | 4,5                |
| Saint-Bérain                 | 43171      |               | 13               | 90 (2022)                         | 6,9                |
| Saint-Cirgues                | 43175      |               | 13,62            | 164 (2022)                        | 12                 |
| Saint-Didier-sur-Doulon      | 43178      | Saindiérois   | 34,14            | 196 (2022)                        | 5,7                |
| Saint-Georges-d'Aurac        | 43188      | Auracois      | 17,42            | 473 (2022)                        | 27                 |
| Saint-Julien-des-Chazes      | 43202      |               | 6,63             | 54 (2022)                         | 8,1                |
| Saint-Pal-de-Senouire        | 43214      | Saint-Palins  | 18,35            | 109 (2022)                        | 5,9                |
| Saint-Préjet-Armandon        | 43219      |               | 8,47             | 110 (2022)                        | 13                 |
| Saint-Privat-du-Dragon       | 43222      |               | 21,66            | 166 (2022)                        | 7,7                |
| Sainte-Eugénie-de-Villeneuve | 43183      |               | 6,11             | 107 (2022)                        | 18                 |
| Sainte-Marguerite            | 43208      | Margaritiens  | 5,39             | 37 (2022)                         | 6,9                |
| Salzuit                      | 43232      |               | 8,05             | 333 (2022)                        | 41                 |
| Saugues                      | 43234      | Sauguains     | 78,8             | 1 664 (2022)                      | 21                 |
| Siaugues-Sainte-Marie        | 43239      | Siauguains    | 40,01            | 827 (2022)                        | 21                 |
| Tailhac                      | 43242      |               | 12,52            | 63 (2022)                         | 5                  |
| Thoras                       | 43245      | Thorassiens   | 44,93            | 235 (2022)                        | 5,2                |
| Vals-le-Chastel              | 43250      |               | 3,99             | 39 (2022)                         | 9,8                |
| Varennes-Saint-Honorat       | 43252      | Varennous     | 11,91            | 26 (2022)                         | 2,2                |
| Venteuges                    | 43256      | Venteugeois   | 39,35            | 341 (2022)                        | 8,7                |
| Villeneuve-d'Allier          | 43264      |               | 14,31            | 281 (2022)                        | 20                 |
| Vissac-Auteyrac              | 43013      |               | 17,1             | 300 (2022)                        | 18                 |

### Démographie
| 1968   | 1975   | 1982   | 1990   | 1999   | 2010   | 2015   | 2021   |
| ------ | ------ | ------ | ------ | ------ | ------ | ------ | ------ |
| 24 211 | 21 983 | 20 674 | 18 857 | 17 956 | 17 999 | 17 379 | 16 468 |

## Administration

### Siège
Le siège de la communauté de communes est situé place André Roux, à Langeac.

### Les élus
Le conseil communautaire de la communauté de communes des Rives du Haut Allier se compose de 85 conseillers représentant chacune des communes membres et élus pour une durée de six ans.
Ils sont répartis comme suit :
| Nombre de conseillers | Communes               |
| --------------------- | ---------------------- |
| 14                    | Langeac                |
| 6                     | Saugues                |
| 5                     | Mazeyrat-d'Allier      |
| 3                     | Paulhaguet             |
| 2                     | Siaugues-Sainte-Marie  |
| 1 (+1 suppléant)      | les 55 autres communes |

### Présidence
| Période | Période                         | Identité      | Étiquette | Qualité                                                                |
| ------- | ------------------------------- | ------------- | --------- | ---------------------------------------------------------------------- |
| 2017    | En cours (au 25 septembre 2020) | Gérard Beaud, | SE        | Conseiller d'opposition (2014 → 2020), puis maire de Langeac (2020 → ) |

### Compétences

#### Compétences obligatoires
La communauté de communes exerce, dès sa création, l'ensemble des compétences obligatoires prévues par la loi.

#### Compétences optionnelles et facultatives
La nouvelle communauté de communes exerce l'ensemble des compétences optionnelles et facultatives qu'exerçaient les communautés de communes fondatrices. La liste de ces compétences figure dans l'annexe 1 de l'arrêté du 27 décembre 2016. Elles devront être harmonisées dans le délai d'un an pour les compétences optionnelles et de deux ans pour les compétences facultatives.

### Régime fiscal
Le régime fiscal de la communauté de communes est la fiscalité professionnelle unique (FPU).